# Costin Amigo
Costin Amigo — спорткар, выпускавшийся с 1970 по 1972 год в Великобритании. Он был спроектирован Фрэнком Костином и выпускался компанией Costin Automotive Racing Products Ltd. Шасси автомобиля изготовлено из бруса и фанеры.

## История
Фрэнк Костин был инженером, который начал свою карьеру в авиационном дизайне, а затем перешёл в автомобили и автогонки. Он считается одним из выдающихся аэродинамиков своего времени. В личной истории автомобильного дизайна Costin Amigo назывался Auto Project XVIII. Название было выбрано для обозначения автомобиля, который был бы удобен для водителя.
Цели включали в себя способность двигаться со скоростью 161 км/ч с частотой вращения двигателя ниже 5000 об/мин, способность преодолевать 400 км без усталости водителя или остановки для дозаправки, неся достаточный багаж для поездки, и расход топлива 9,4 л/100 км.
Проект был начат в 1968 году, когда Костин всё ещё базировался в Северном Уэльсе. Впоследствии он переехал в Литтл-Стотон, Бедфордшир, и, наконец, в место недалеко от Лутона, где у Vauxhall была большая фабрика. Официально автомобиль был анонсирован в декабре 1970 года.
Производство прототипа финансировалось руководителем телевизионной индустрии Джеком Уиггинсом. Дополнительную поддержку оказал Пол Пайкрофт де Ферранти.
Продажная цена Amigo была установлена на уровне 3326 фунтов стерлингов 78 пенсов.
Некоторые источники говорят, что было выпущено только восемь экземпляров, в то время как другие говорят, что их было девять. Сообщается о девяти автомобилях Costin Amigo, два из которых остались незавершёнными на момент окончания производства, а один из которых был завершён в 1979 году.

## Технические характеристики
| Costin Amigo:                          | Подробности: |
| -------------------------------------- | --- |
| Двигатель:                             | Рядный четырёхцилиндровый |
| Объём:                                 | 1975 см3 |
| Диаметр цилиндра × Ход поршня:         | 95,25 мм × 69,24 мм (3,75 ″ × 2,73 ″) |
| Мощность:                              | 79 кВт (106 л. с.) при 5800 об/мин |
| Крутящий момент:                       | 155,9 Н⋅м при 3200 об/мин |
| Степень сжатия:                        | 8.5:1 |
| Клапанный механизм:                    | SOHC, 2 клапана на цилиндр |
| Индукция:                              | Без наддува |
| Охлаждение:                            | Водяное |
| Трансмиссия:                           | 4-скор. МКПП с повышающей передачей |
| Рулевое управление:                    | Реечное, 3,5 оборота от упора до упора |
| Тормоза передние/задние:               | Дисковые/барабанные |
| Передняя подвеска:                     | Верхние и нижние поперечные рычаги с индивидуальными тягами. Винтовые пружины и самовыравнивающиеся демпферы Koni. Стабилизатор поперечной устойчивости |
| Задняя подвеска:                       | Приводной мост с ведущими рычагами и тягой Панара. Винтовые пружины и самовыравнивающиеся демпферы Koni                                                 |
| Кузов/шасси:                           | Корпус из стеклопластика (GRP). Деревянное шасси |
| Колея передняя/задняя:                 | 1372 мм |
| Распределение массы, %, спереди/сзади: | 49,1/50,9 |
| Колёсная база:                         | 2448 мм (96,4 ″) |
| Объём бака:                            | 39 л |
| Шины передние/задние:                  | 70 HR 13/70 HR 13 |
| Длина Ширина Высота:                   | 4140 мм (163,0 ″) 1677 мм (66,0 ″) 1067 мм (42,0 ″) |
| Масса:                                 | 658 кг (1 450,6 фунт) |